# Olympische Sommerspiele 1996/Teilnehmer (Liberia)
| Gelbes Symbol für Goldmedaillen mit stilisierten Olympischen Ringen | Graues Symbol für Silbermedaillen mit stilisierten Olympischen Ringen | Braundes Symbol für Bronzemedaillen mit stilisierten Olympischen Ringen |
| ------------------------------------------------------------------- | --------------------------------------------------------------------- | ----------------------------------------------------------------------- |
| —                                                                   | —                                                                     | —                                                                       |

Liberia nahm bei den Olympischen Sommerspielen 1996 in der US-amerikanischen Metropole Atlanta mit fünf Sportlern, einer Frau und vier Männern, in drei Wettbewerben in einer Sportart teil.
Seit 1956 war die achte Teilnahme Liberias bei Olympischen Sommerspielen.

## Flaggenträger
Der Leichtathlet Kouty Mawenh trug die Flagge Liberias während der Eröffnungsfeier am 19. Juli im Centennial Olympic Stadium.

## Teilnehmer nach Sportarten

### Leichtathletik
- Robert Dennis
100 Meter: Vorläufe
4 × 100 Meter: Vorläufe

- Sayon Cooper
100 Meter: Vorläufe
4 × 100 Meter: Vorläufe

- Kouty Mawenh
4 × 100 Meter: Vorläufe

- Eddie Neufville
4 × 100 Meter: Vorläufe

- Grace Ann Dinkins
Frauen, 400 Meter: Viertelfinale